# Via Domitiana
Ne doit pas être confondu avec Via Domitia.
La Via Domitiana est une voie romaine construite en Campanie par l'empereur Domitien en 95. Elle permettait un accès plus direct à la baie de Naples, et en particulier à Pouzzoles et au port militaire de Misène, et améliorait la desserte du littoral.

## Histoire
La Via Domitiana ne fut pas construite à partir de rien, mais s'appuyait sur une route secondaire préexistante, ainsi que sur les travaux entrepris à l'époque de Néron pour la construction de la Fossa Neronis (canal qui devait relier Rome à Pouzzoles).
En 102, Trajan prolongea la Via Domitiana jusqu'à Naples.
Elle fut détruite lors de l'invasion des Vandales, menés par Genséric, en 455. Elle fut partiellement restaurée au Moyen Âge. Son tracé correspond en partie à la route nationale italienne (it) qui a repris son nom.

## Tracé
La Via Domitiana se détachait de la Via Appia à proximité de Sinuessa. Elle traversait les fleuves Savone et Volturne, passait, à travers une zone de lagunes côtières, par Linterne et Cumes et aboutissait à Pouzzoles.

## Le poème de Stace sur la Via Domitiana
Stace a écrit un poème entier sur le thème de la Via Domitiana (Silvae, IV, 3). Il rappelle les progrès apportés par la nouvelle route et fait un éloge très appuyé de l'empereur. Le poème est aussi un témoignage intéressant sur la construction des routes sous l'empire romain.